# Dorsum Thera
Dorsum Thera – grzbiet na powierzchni Księżyca  o długości około 7 km. Znajduje się na współrzędnych selenograficznych ☾ 24,4°N 31,4°W/24,400000 -31,400000. Dorsum Thera znajduje się na obszarze Mare Imbrium.
Nazwa grzbietu została nadana w 1976 roku przez Międzynarodową Unię Astronomiczną i pochodzi od greckiego imienia żeńskiego Thera.